# NNN Reit
NNN Reit ist ein börsennotierter Real-Estate-Investment-Trust (REIT) mit Hauptsitz in Orlando, Florida. Der REIT kontrolliert Einzelhandelsflächen in 49 US-Bundesstaaten, die meisten davon in Texas und Florida. Im Juli 2024 besaß das Unternehmen knapp 3.500 Immobilien mit 36 Millionen Quadratmetern Fläche, die von gewerbliche Mieter mit langfristigen Verträgen genutzt wurden. Zu den Mietern gehören u. a. Unternehmen wie 7-Eleven, Taco Bell und AMC Theatres.

## Geschichte
Das Unternehmen wurde 1984 als Golden Corral Realty Corp. gegründet. Es fungierte anfangs als Investmentmanager für die Mitarbeiter der Restaurantkette Golden Corral und war eine Unternehmenstochter. Im Jahr 1993 trennte sich das Unternehmen von Golden Corral und änderte seinen Namen in Commercial Net Lease Realty. 1994 wurden die Aktien an der New York Stock Exchange gelistet. Am 1. Januar 1998 fusionierte das Unternehmen mit seinem früheren externen Berater CNL Realty Advisor Inc. und wurde zu einem selbst beratenen und verwalteten REIT.
Im Mai 2006 änderte das Unternehmen seinen Namen in National Retail Properties, Inc. um. Seit 2023 ist es unter dem Namen NNN Reit bekannt.

## Geschäftszahlen
| Jahr                               | 2017          | 2018          | 2019          | 2020          | 2021          | 2022          | 2023          |
| ---------------------------------- | ------------- | ------------- | ------------- | ------------- | ------------- | ------------- | ------------- |
| Umsatz (in Mio. USD)               | 584,93        | 622,66        | 670,49        | 660,68        | 726,41        | 773,05        | 828,11        |
| Ergebnis nach Steuer (in Mio. USD) | 264,97        | 292,45        | 299,18        | 228,80        | 290,11        | 334,63        | 392,34        |
| Bilanzsumme (in Mio. USD)          | 6.561         | 7.103         | 7.435         | 7.638         | 7.751         | 8.146         | 8.662         |
| Dividende pro Aktie (Rendite)      | 1,86 (4,31 %) | 1,95 (4,02 %) | 2,03 (3,79 %) | 2,07 (5,06 %) | 2,10 (4,37 %) | 2,16 (4,72 %) | 2,23 (5,17 %) |
| Anzahl Mitarbeiter                 | 66            | 68            | 70            | 69            | 72            | 77            | 82            |